# Curt-A.-Seydel-Schanze

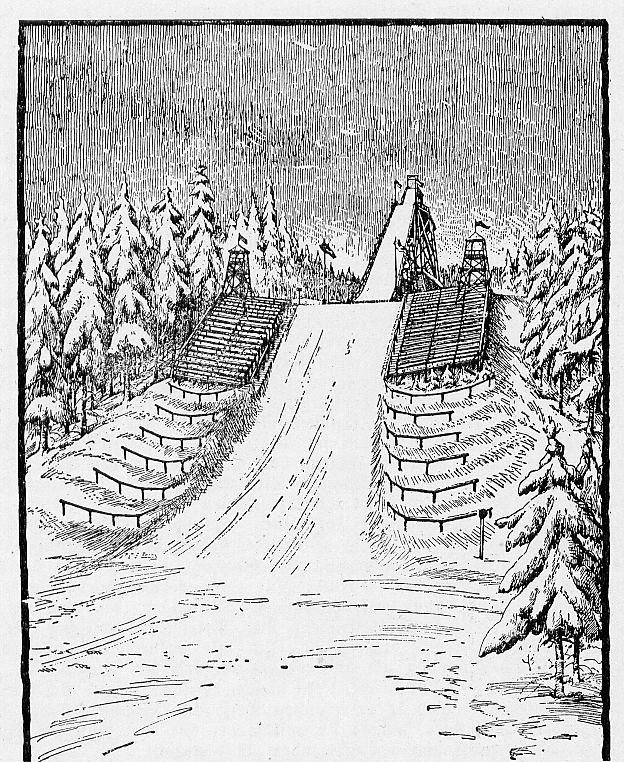
Curt-A.-Seydel-Schanze (um 1925)

Die Curt-A.-Seydel-Schanze, zeitgenössisch Curt A. Seydel-Schanze, war eine Skisprungschanze am Aschberg an der Grenze zur Tschechoslowakei bei Klingenthal im Vogtland.

## Geschichte
Die Schanze wurde durch finanzielle Förderung der Firma C. A. Seydel Söhne am Nordhang des Aschberges angelegt. Nach Gründung des Wintersportverein Aschberg am 5. Mai 1922 unter dem Vorsitzenden Curt August Seydel begann die Errichtung einer großen Sprungschanze als Holzkonstruktion. Am 2. Juni 1923 war der erste Spatenstich und  am 11. November 1923 erfolgte die Namensgebung Curt A. Seydel-Schanze. Die Schanzenweihe fand im Winter am 5. und 6. Januar 1924 statt, wobei der Schwaderbacher Skispringer Sepp Scherbaum den Weihesprung vollführte. Im darauffolgenden Sommer wurde die Schanze umgebaut, um größere Sprungweiten zu ermöglichen. Auf das Hauptgerüst setzte man ein zweites, kleineres auf, um den Anlauf zu verlängern. So wurden Sprungweiten um 50 Meter erreicht. Nach 1940 wurde die Seydel-Schanze nicht mehr genutzt und verfiel zur Ruine, die letztendlich abgerissen wurde.